# Carl-Kellner-Schule Braunfels
Die Carl-Kellner-Schule Braunfels ist eine Integrierte Gesamtschule in der Stadt Braunfels im mittelhessischen Lahn-Dill-Kreis. Sie ist nach dem Optiker Carl Kellner (1826–1855) benannt. Über 900 Schüler werden in 38 Klassen von 80 Lehrkräften unterrichtet. Diese werden von zehn außerschulischen Mitarbeitern unterstützt.

## Geschichte
Die Carl-Kellner-Schule wurde am 12. September 1969 als Integrierte Gesamtschule  Braunfels im Felsenkeller Weg eingeweiht. Sie galt damals als „Modellfall für Hessen“. Der ursprüngliche Bau bestand aus 26 Normalklassen, acht Großklassen, zehn Fachklassen, einem Gemeinschaftsraum und einer Großturnhalle. Fünf Jahre nach der Einweihung konnte der Erweiterungsbau mit drei Hörsälen für die Naturwissenschaften, neun Übungsräumen, einer großen Pausenhalle und Räumen für den polytechnischen Unterricht bezogen werden. Die nächste Erweiterung erfolgte 1977 für den musischen Bereich. 1986 konnten im Rahmen einer erneuten Erweiterung Räume für die Fachbereiche Kunst und Polytechnik sowie die Schulbibliothek eingeweiht werden.

## Schulpartnerschaften
Die Schule pflegt Partnerschaften zu Schulen in verschiedenen europäischen Ländern:
- deutsch-polnischer Schüleraustausch: Warschau – Siedlce
- deutsch-französischer Schüleraustausch: Bagnols-sur-Cèze in Südfrankreich
- deutsch-englischer Schüleraustausch: Hastings in Südengland